# The Walking Dead (film)
The Walking Dead  (titlu original: The Walking Dead ) este un film de groază științifico-fantastic american din 1936 regizat de Michael Curtiz. În rolurile principale joacă actorii Boris Karloff, Ricardo Cortez, Edmund Gwenn și Marguerite Churchill. Este distribuit de Warner Bros. Pictures.

## Distribuție
- Boris Karloff ca John Ellman
- Ricardo Cortez ca Mr. Nolan
- Edmund Gwenn ca Dr. Evan Beaumont
- Marguerite Churchill ca Nancy
- Warren Hull ca Jimmy
- Barton MacLane as Loder
- Henry O'Neill ca District Attorney Werner
- Joe King ca Judge Roger Shaw
- Addison Richards ca Prison Warden
- Paul Harvey ca Blackstone
- Robert Strange ca Merritt
- Joe Sawyer ca "Trigger" Smith
- Eddie Acuff ca Betcha
- Kenneth Harlan ca Stephen Martin
- Miki Morita ca Sako, Loder's Butler

## Refacere
Filmul a fost  refăcut în 1939 ca The Man They Could Not Hang, regia Nick Grinde, cu Lorna Gray, Robert Wilcox, Roger Pryor, Don Beddoe și Boris Karloff în rolurile principale.